# Kathleen Ollerenshaw
Kathleen Mary Ollerenshaw (født 1. oktober 1912, død 10. august 2014) var en britisk matematiker og politiker.
Hun var døv fra hun var otte. Som barn elskede hun aritmetiske problemer og som nittenårig begyndte hun at studere matematik på Oxford University. Hun afsluttede sin doktorgrad i Somerville i 1945 om "Kritiske Lattices" under tilsyn af Theo Chaundy. Hun skrev fem originale videnskabelige afhandlinger for hvilke hun erhvervede en  Ph.d..
Politisk var hun konservativ, og ud over at sidde byrådet i en lang årrække, var hun også i en kort periode overborgmester i Manchester